# Faroa affinis
Faroa affinis är en gentianaväxtart som beskrevs av Wildem.. Faroa affinis ingår i släktet Faroa och familjen gentianaväxter. Inga underarter finns listade i Catalogue of Life.